# Kontretykieta
Kontretykieta – papierowa naklejka, najczęściej w kształcie prostokąta lub kwadratu, znajdująca się na opakowaniu  po przeciwnej stronie niż etykieta. Najczęściej stosują ją browary w przemyśle piwowarskim, umieszczając na niej szczegółowe informacje o piwie, datę minimalnej trwałości, kod paskowy i inne informacje.